# Unstruttal
Unstruttal település Németországban, azon belül Türingiában. Lakosainak száma 6129 fő (2023. december 31.).

## Népesség
A település népességének változása:
| Lakosok száma | 3310 | 3199 | 3134 | 3015 | 3011 | 6129 |
|               | 2010 | 2017 | 2019 | 2021 | 2022 | 2023 |